# Готфрид фон Хайнсберг

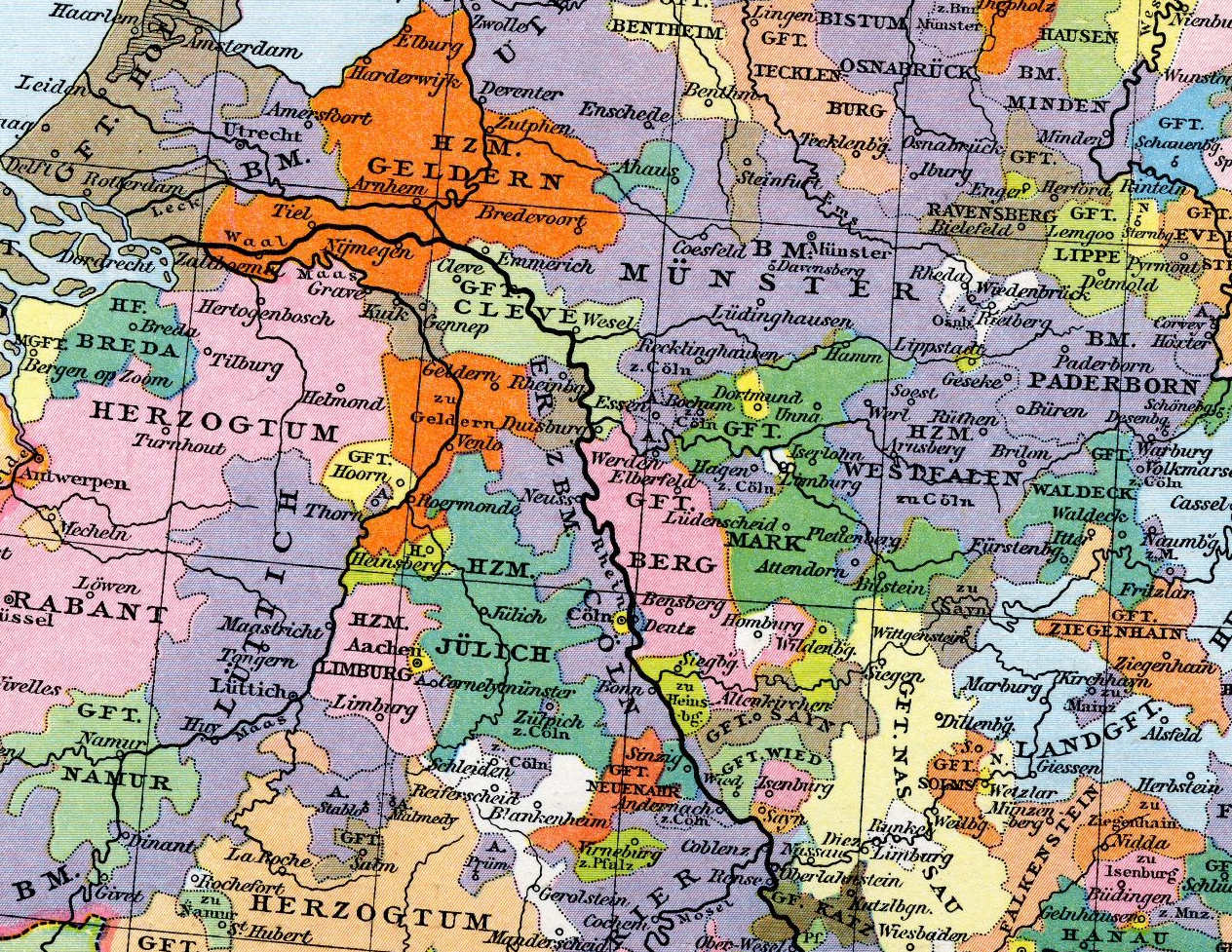
Сеньория Хайнсберг (светло-зелёным цветом)

Готфрид фон Хайнсберг (нем. Gottfried von Heinsberg; ум. 1395) — сеньор Хайнсберга и Деленбройха, граф Шини в 1361—1362 годах.

## Биография
Родился около 1328 года. Сын Иоганна I фон Хайнсберга (ум. 1334), сеньора Хайнсберга и Деленбройха, и его жены (с 1324) Катерины ван Ворн.
В 1361 году после смерти своего дяди Дитриха фон Хайнсберга стал его наследником — графом Шини и Лоона. Однако архиепископ Льежа Энгельберт III де Ла Марк объявил Лоон собственностью духовного княжества согласно договору от 1190 года, и ввёл туда войска.
Таким образом, Готфрид фон Хайнсберг из всего дядиного наследства получил только графство Шини. Он продал его 25 января 1362 года вместе со всеми правами на Лоон Арнулю де Рюминьи — внуку графа Арнуля V.

## Брак и дети
C 1357 года женат на Филиппе Юлихской (ум. 24.08.1390), дочери Вильгельма V Юлихского и Жанны д’Авен. Дети:
- Иоганн II, сеньор Хайнсберга и Лёвенберга
- Готфрид, канонник в Утрехте
- Йоханна (ум. 1415), с ок. 1375 жена Виллема VII ван Хорна
- Филиппа, первый муж Герхард фон Томберг-Ландскрон, второй — граф Гумпрехт фон Нойнар
- Катерина, муж (1389) Гисберт фон Бурон.

Потомки Готфрида по мужской линии правили в Хайнсберге до 1448 года.